# Aspidosperma ulei
Aspidosperma ulei är en oleanderväxtart som beskrevs av Markgr.. Aspidosperma ulei ingår i släktet Aspidosperma och familjen oleanderväxter. Inga underarter finns listade i Catalogue of Life.